# 200-я стрелковая дивизия (1-го формирования)
200-я стрелковая дивизия — войсковое соединение Вооружённых Сил СССР во Второй мировой войне.

## История
Дивизия сформирована в марте 1941 года в Киевском особом военном округе на базе бывшего Белокоровичского училища.
На 22 июня 1941 года дивизия находилась на марше и выходила на днёвку в район Березьне, 23 июня 1941 года находилась в Степани (110 километров юго-восточнее Ковеля). На 27 июня 1941 года имела приказ форсированным маршем продолжать движение к реке Стырь в район Кашовка, Навоз, Боровичи, и к утру 28 июня 1941 года заняла междуречье Стохода и Стыри на участке Углы, Навоз, не имея соприкосновения с противником, однако уже днём приняла первый бой на реке Стырь в районе Рожище.
Уже к началу июля 1941 года дивизия организованно отступала, к 5 июля 1941 года вернулась на позиции к Березьне, а с 8 июля 1941 года отходит в укрепления Коростенского укреплённого района.
С 10 июля 1941 года, когда войска 31-го стрелкового корпуса участвуют в контрударе войск 5-й армии на Новоград-Волынском направлении, прикрывает контрудар, обороняя рубеж Белокоровичи, Сербы.
К 18 июля 1941 года была вынуждена отойти в район Емильчино, Середы, Слободка, в обстановке непрекращающихся боёв к 22 июля 1941 года отошла на рубеж колхоз Спасское, Осовка, Гулянка, занимая позиции вдоль шоссе и железной дороги на Коростень на стыке со 193-й стрелковой дивизией. Отражает вражеские удары на этом стыке с 14:00 23 июля 1941 года. Вплоть до 31 июля 1941 года ведёт тяжёлые бои, медленно отступая, организуя контратаки. К исходу 31 июля отошла на позиции на рубеж колхоз Спасское, Анненская, Кривотин, Колоцкий, урочище Берёзовый лес, Охотовка.
До 5 августа 1941 года наступило временное затишье. 5 августа вновь вражеские части нанесли удар, дивизия отошла на 5-6 километров на север на рубеж Анненская, слобода Каменная Горка. 8 августа ведёт бои уже на рубеже Кремно, Лугины, на 14 августа занимает оборонительные позиции на левому берегу реки Жерев от Рудни Мяколовецкой до Рудни Выгранки. На тот момент дивизия насчитывала 1684 человека личного состава. С 12 июля по 21 августа 1941 года дивизия отступила только на 54 километра.
По решению Ставки ВГК c 21 августа 1941 года началось отступление войск армии за Днепр. В ночь на с 21 августа 1941 года дивизия погрузилась в эшелоны в районе погрузки Веледники, Овруч, Радча и была переправлена в район Лениновка, Березна (35 километров северо-восточнее Чернигова), поступив в распоряжение командования фронтом, была пополнена. К 24 августа заняла позиции на рубеже Свиноухи, Репки, Грабов, в 30 километрах севернее Чернигова. На 26 августа 1941 года оборудовала оборонительные позиции в районе Репок, прикрывая гомельско-черниговское направление. Занимала позиции в районе Буровка, Глиненка, Грабов. Ширина полосы по фронту обороны составляла 25 километров.
Слева у дивизии был разрыв шириной около 15 километров между ей и 193-й стрелковой дивизией. 28 августа как слева, на стыке со 193-й стрелковой дивизией, так и справа, на стыке 62-й стрелковой дивизией, противник нанёс удар. В течение двух дней дивизия вела ожесточённые бои, но вынуждена была отойти на рубеж Великая Весь, Голубичи, Глиненка, Грабов. К началу сентября 1941 года стыки дивизии были прорваны на большую глубину, 1 сентября подверглась сильному удару 134-й пехотной дивизии противника, атаковавшего её правый фланг в направлении Сибереж, Довжик, в результате чего оказалась отрезанной от своего корпуса и с большими потерями отошла в полосу соседа слева 193-й стрелковой дивизией. Её разрозненные части были собраны в районе Убежичей, откуда дивизия, переданная вновь в подчинение командира 31-го стрелкового корпуса, была отведена к исходу 1 сентября на рубеж Довжик, Кувечичи.
На 2 сентября держит оборону в районе Жукотки, Антоновичи, роща севернее Антоновичей, где ведёт бои до 7 сентября, когда под прикрытием арьергарда была отведена на рубеж Богданы, Малые Осняки для перегруппировки. Однако 8 сентября противник, опередив советские войска, нанёс удар в направлении на север, прорвавшись через боевые порядки и с 8 сентября части дивизии ведёт бой в окружении, пытаясь прорваться к своим частям. В отличие от других частей корпуса, практически полностью (в том составе, котором была на тот момент) смогла прорваться к понтонному мосту у Славино и в ночь на 9 сентября переправилась на другой берег реки Десна. К утру того же дня заняла оборону по левому берегу Десны на участке озеро Яковель, Золотинка, прикрывая переправу у Славино. К 10 сентября 1941 года в дивизии насчитывалось 450 человек. К 12 сентября дивизия ведёт бои на рубеже хутор Козлов, Киселевка на реке Остёр, к 14 сентября на рубеже хутор Скребцы, Запорожье.
Дивизия к двадцатым числам сентября 1941 была уничтожена полностью.
Официально расформирована 27 декабря 1941 года.

## Подчинение
| Дата            | Фронт (округ)      | Армия     | Корпус (группа)        | Примечания                                                       |
| --------------- | ------------------ | --------- | ---------------------- | ---------------------------------------------------------------- |
| 22.06.1941 года | Юго-Западный фронт | -         | 31-й стрелковый корпус | -                                                                |
| 01.07.1941 года | Юго-Западный фронт | -         | -                      | -                                                                |
| 10.07.1941 года | Юго-Западный фронт | 5-я армия | 31-й стрелковый корпус | -                                                                |
| 01.08.1941 года | Юго-Западный фронт | 5-я армия | 31-й стрелковый корпус | с 2?.08.1941 по 01.09.1941 — в составе 15-го стрелкового корпуса |
| 01.09.1941 года | Юго-Западный фронт | 5-я армия | 31-й стрелковый корпус | -                                                                |

## Состав
- 642-й стрелковый полк
- 648-й стрелковый полк
- 661-й стрелковый полк
- 650-й лёгкий артиллерийский полк
- 461-й гаубичный артиллерийский полк (до 10.09.1941)
- 107-й отдельный истребительно-противотанковый дивизион
- 134-й отдельный зенитный артиллерийский дивизион
- 300-й разведывательный батальон
- 400-й сапёрный батальон
- 600-й отдельный батальон связи
- 405-й медико-санитарный батальон
- 350-я отдельная рота химической защиты
- 299-я автотранспортная рота
- ??-я полевая хлебопекарня
- 640-я полевая почтовая станция
- 512-я полевая касса Госбанка

## Командиры
- Людников, Иван Ильич (4 марта — 1 августа 1941 года), полковник.
- Колпачев, Алексей Павлович (2 августа — 20 сентября 1941 года[1]), майор.

## Воины дивизии
- В рядах дивизии служил Белодедов, Александр Иванович, в дальнейшем Герой Советского Союза (1945, посмертно).